# Płacz roślin
Płacz roślin – zjawisko występujące u niektórych roślin, wywołane parciem korzeniowym polegające na wypływaniu soku roślinnego przez nacięcia łodygi. Często występuje u brzozy, klonu, a także niektórych palm. Wyciekający sok to wodny roztwór cukrów, soli mineralnych. Zjawisko jest wykorzystywane do produkcji syropu klonowego lub wina palmowego.